# Joseph Franz Engel
Joseph Franz Engel (* 1776?; † 1827) war ein hauptsächlich für die fürstlich liechtensteinische Baudirektion tätiger österreichischer Architekt.

## Biografie

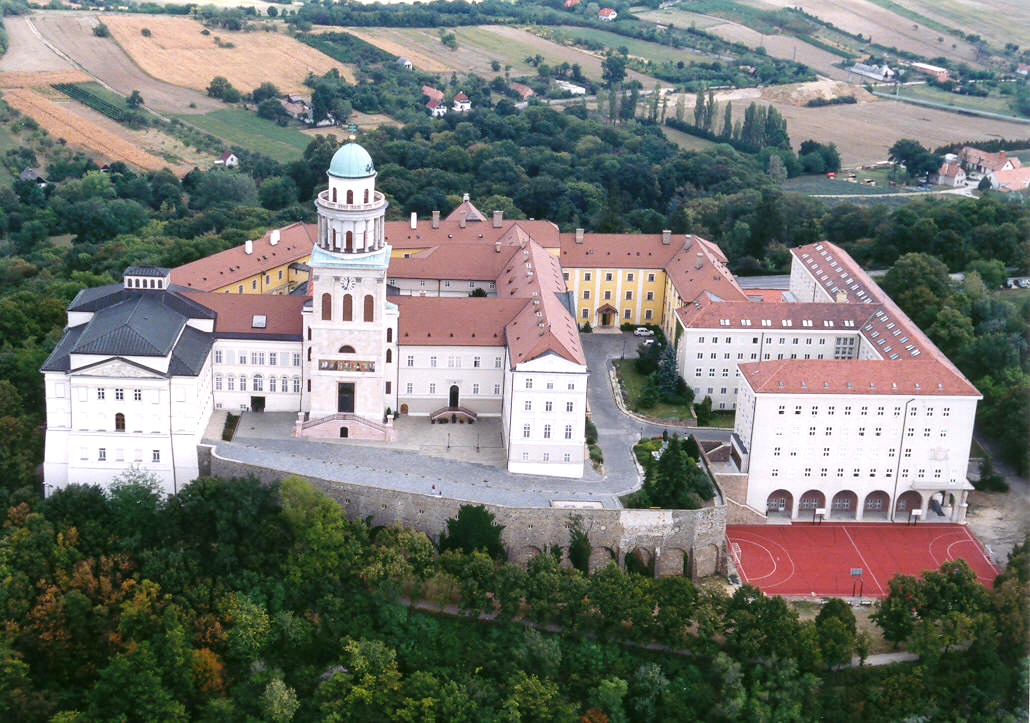
Benediktinerkloster Pannonhalma, Ungarn

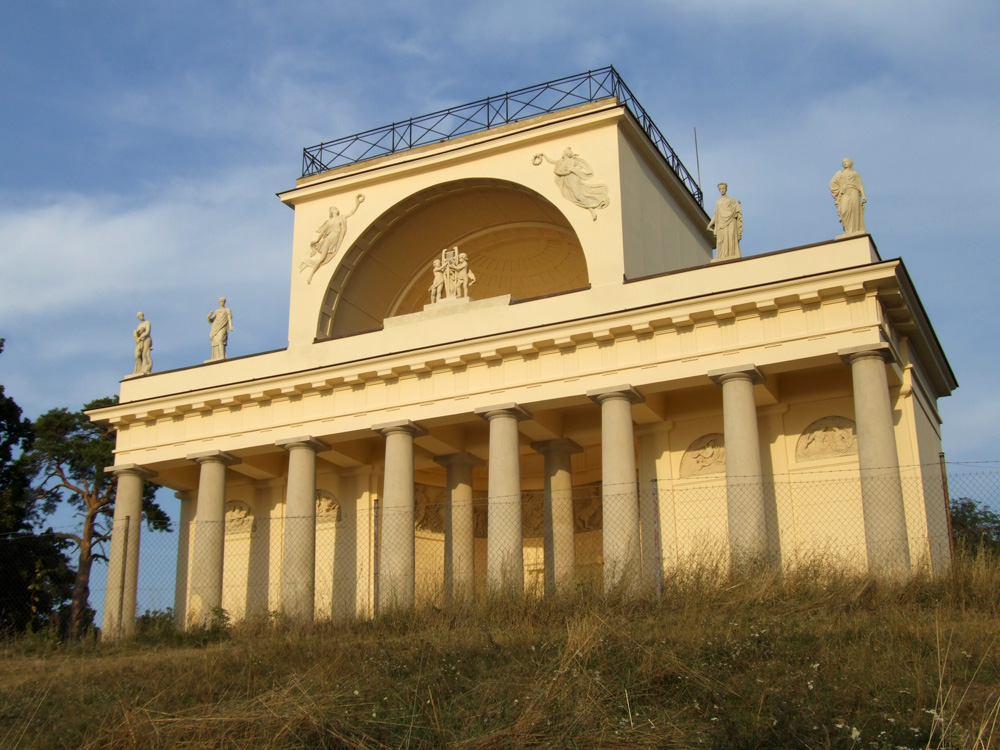
Apollotempel im Schlosspark Valtice, Tschechien

Über seine Ausbildung ist nichts bekannt. Künstlerisch prägend war seine Zusammenarbeit mit dem französischen Architekten Charles de Moreau (1758–1840), mit dem Einflüsse der Revolutionsarchitektur nach Österreich kamen. Zunächst arbeitete Engel für Nikolaus II. Esterházy de Galantha, später für liechtensteiner Bauverwaltung. In Eisenstadt entwarf er den Vorhang für die Aufführung der Zauberflöte unter dem Mozartschüler Johann Nepomuk Hummel.
In liechtensteiner Diensten war er zunächst Mitarbeiter von Joseph Kornhäusel, und nach dessen Ausscheiden ab 1819 selbst Baudirektor. Im Bereich der Schlösser Lednice (Eisgrub) und Valtice (Feldsberg) und deren Parkanlagen errichtete er unter anderem 1818/19 den Apollotempel nach Plänen von Joseph Kornhäusel. In Feldsberg ergänzte er den Neuhof um den Kuhstall mit Saal und den Tempel der drei Grazien, in Eisgrub errichtete er 1821 das Schlosstheater, auf der Grenze zwischen beiden Anlagen das Grenzschloss und in Maria Enzersdorf das Schloss Liechtenstein.
Ein weiteres Werk ist der Um- und Ausbau des Benediktinerklosters Pannonhalma.